# Соснин, Владимир Николаевич
Владимир Николаевич Соснин (укр. Володи́мир Микола́йович Сосні́н; род. 15 мая 1983 Житомир, Украинская ССР) — лейтенант Вооруженных сил Украины. Участник вооружённого конфликта на востоке Украины. Герой Украины (2018).

## Награды
Владимир Сосний имеет следующие государственные награды:
- Звание Герой Украины с вручением ордена «Золотая Звезда» (23 августа 2018) — «за личное мужество и героизм, проявленные в защите государственного суверенитета и территориальной целостности Украины, самоотверженное служение Украинскому народу»[1][2];
- Орден «За мужество» III степени (27 мая 2015) — «за личное мужество и высокий профессионализм, проявленные в защите государственного суверенитета и территориальной целостности Украины, верность военной присяге»[3].
- Крест боевых заслуг (23 февраля 2024) — за личное мужество, проявленное в защите государственного суверенитета и территориальной целостности Украины, самоотверженное исполнение воинской обязанности[4].